# Mistrovství světa ve florbale 2004
Mistrovství světa ve florbale mužů 2004 bylo 5. ročníkem mistrovství světa mužů. Konalo se od 16. do 23. května 2004 ve švýcarském městě Curych.
Divize A byla od tohoto ročníku rozšířena na 10 týmů.
Jako na všech předchozích mistrovstvích světa mužů, zvítězilo popáté Švédsko, po vítězství nad Českem. Pro český tým to bylo první druhé místo i první medaile. Tento úspěch byl vyrovnán až o 18 let později na Mistrovství světa v roce 2022.

## Místa konání
| Curych                | Curych – Kloten     |
| --------------------- | ------------------- |
| Saalsporthalle Zürich | Eishalle Schluefweg |
| Kapacita: 3 000       | Kapacita: 7 500     |
|                       |                     |

## Základní skupiny

### Skupina A
| Poř. | Tým      | Z | V | R | P | VG | IG | +/- | B |
| ---- | -------- | - | - | - | - | -- | -- | --- | - |
| 1.   | Švédsko  | 4 | 4 | 0 | 0 | 65 | 6  | +51 | 8 |
| 2.   | Česko    | 4 | 3 | 0 | 1 | 37 | 11 | +26 | 6 |
| 3.   | Norsko   | 4 | 2 | 0 | 2 | 43 | 30 | +13 | 4 |
| 4.   | Německo  | 4 | 1 | 0 | 3 | 13 | 65 | -52 | 2 |
| 5.   | Rakousko | 4 | 0 | 0 | 4 | 6  | 52 | -46 | 0 |

#### Zápasy
| 16. května 2004 19:00 | Rakousko | 1 : 17 (1:5, 0:8, 0:4) | Norsko | Saalsporthalle, Curych Návštěvnost: 100 |  |

| Zpráva |

| 16. května 2004 16:00 | Česko | 20 : 1 (6:0, 5:1, 9:0) | Německo | Saalsporthalle, Curych Návštěvnost: 150 |  |

| Zpráva |

| 17. května 2004 19:00 | Švédsko | 4 : 1 (2:1, 1:0, 1:0) | Česko | Saalsporthalle, Curych Návštěvnost: 1600 |  |

| Zpráva |

| 17. května 2004 16:00 | Německo | 9 : 2 (1:2, 3:0, 5:0) | Rakousko | Saalsporthalle, Curych Návštěvnost: 200 |  |

| Zpráva |

| 18. května 2004 19:00 | Norsko | 4 : 17 (1:5, 1:8, 2:4) | Švédsko | Saalsporthalle, Curych Návštěvnost: 1052 |  |

| Zpráva |

| 18. května 2004 16:00 | Česko | 7 : 2 (1:0, 3:1, 3:1) | Rakousko | Saalsporthalle, Curych Návštěvnost: 160 |  |

| Zpráva |

| 19. května 2004 19:00 | Švédsko | 25 : 0 (9:0, 8:0, 8:0) | Německo | Saalsporthalle, Curych Návštěvnost: 653 |  |

| Zpráva |

| 19. května 2004 16:00 | Norsko | 4 : 9 (1:2, 1:3, 2:4) | Česko | Saalsporthalle, Curych Návštěvnost: 426 |  |

| Zpráva |

| 20. května 2004 19:00 | Rakousko | 1 : 19 (0:8, 1:5, 0:6) | Švédsko | Saalsporthalle, Curych Návštěvnost: 394 |  |

| Zpráva |

| 20. května 2004 16:00 | Německo | 3 : 18 (1:6, 1:8, 1:4) | Norsko | Saalsporthalle, Curych Návštěvnost: 198 |  |

| Zpráva |

### Skupina B
| Poř. | Tým       | Z | V | R | P | VG | IG | +/- | B |
| ---- | --------- | - | - | - | - | -- | -- | --- | - |
| 1.   | Švýcarsko | 4 | 4 | 0 | 0 | 33 | 12 | +21 | 8 |
| 2.   | Finsko    | 4 | 3 | 0 | 1 | 49 | 7  | +42 | 6 |
| 3.   | Lotyšsko  | 4 | 1 | 0 | 3 | 15 | 25 | -10 | 2 |
| 4.   | Rusko     | 4 | 1 | 0 | 3 | 13 | 36 | -23 | 2 |
| 5.   | Dánsko    | 4 | 1 | 0 | 3 | 14 | 44 | -30 | 2 |

#### Zápasy
| 16. května 2004 19:00 | Rusko | 6 : 7 (0:2, 5:2, 1:3) | Dánsko | Schluefweg, Curych Návštěvnost: 280 |  |

| Zpráva |

| 16. května 2004 15:00 | Švýcarsko | 4 : 3 (0:1, 3:0, 1:2) | Lotyšsko | Schluefweg, Curych Návštěvnost: 3600 |  |

| Zpráva |

| 17. května 2004 19:00 | Dánsko | 4 : 15 (1:2, 1:4, 2:9) | Švýcarsko | Schluefweg, Curych Návštěvnost: 2000 |  |

| Zpráva |

| 17. května 2004 16:00 | Finsko | 16 : 1 (3:1, 4:0, 9:0) | Rusko | Schluefweg, Curych Návštěvnost: 800 |  |

| Zpráva |

| 18. května 2004 19:00 | Rusko | 2 : 10 (0:4, 2:3, 0:3) | Švýcarsko | Schluefweg, Curych Návštěvnost: 2140 |  |

| Zpráva |

| 18. května 2004 | Lotyšsko | 2 : 14 (1:4, 0:5, 1:5) | Finsko | Schluefweg, Curych Návštěvnost: 480 |  |

| Zpráva |

| 19. května 2004 19:00 | Finsko | 16 : 0 (5:0, 6:0, 5:0) | Dánsko | Schluefweg, Curych Návštěvnost: 840 |  |

| Zpráva |

| 19. května 2004 16:00 | Lotyšsko | 3 : 4 (0:2, 2:1, 1:1) | Rusko | Schluefweg, Curych Návštěvnost: 140 |  |

| Zpráva |

| 20. května 2004 19:00 | Švýcarsko | 4 : 3 (1:2, 1:1, 2:0) | Finsko | Schluefweg, Curych Návštěvnost: 5533 |  |

| Zpráva |

| 20. května 2004 16:00 | Dánsko | 3 : 7 (1:2, 1:1, 1:4) | Lotyšsko | Schluefweg, Curych Návštěvnost: 3600 |  |

| Zpráva |

## Zápasy o umístění

### O 9. místo
| 21. května 2004 16:00 | Rakousko | 4 : 6 (1:3, 1:0, 2:3) | Dánsko | Schluefweg, Curych Návštěvnost: 178 |  |

| Zpráva |

### O 7. místo
| 21. května 2004 10:00 | Německo | 5 : 10 (2:2, 2:5, 1:3) | Rusko | Schluefweg, Curych Návštěvnost: 100 |  |

| Zpráva |

### O 5. místo
| 21. května 2004 13:00 | Norsko | 6 : 4 (1:1, 4:1, 1:2) | Lotyšsko | Schluefweg, Curych Návštěvnost: 230 |  |

| Zpráva |

## Play-off

### Pavouk
|  | Semifinále | Semifinále | Semifinále |  |  | Finále      | Finále      | Finále      |
|  |            |            |            |  |  |             |             |             |
|  | 1A         | Švédsko    | 5          |  |  |             |             |             |
|  | 2B         | Finsko     | 3          |  |  |             |             |             |
|  |            |            |            |  |  |             | Švédsko     | 6           |
|  |            |            |            |  |  |             | Česko       | 4           |
|  | 1B         | Švýcarsko  | 3          |  |  |             |             |             |
|  | 2A         | Česko      | 5          |  |  | Třetí místo | Třetí místo | Třetí místo |
|  |            |            |            |  |  |             | Finsko      | 8           |
|  |            |            |            |  |  |             | Švýcarsko   | 7           |

### Semifinále
| 22. května 2004 16:00 | Švédsko | 5 : 3 (1:1, 1:1, 3:1) | Finsko | Schluefweg, Curych Návštěvnost: 5100 |  |

| Zpráva |

| 22. května 2004 19:00 | Švýcarsko | 3 : 5 (3:2, 0:1, 0:2) | Česko | Schluefweg, Curych Návštěvnost: 7400 |  |

| Zpráva |

### O 3. místo
| 23. května 2004 12:30 | Finsko | 8 : 7ts (4:2, 2:2, 1:3, 0:0) | Švýcarsko | Schluefweg, Curych Návštěvnost: 7833 |  |

| Zpráva |

### Finále
| 23. května 2004 16:00 | Švédsko | 6 : 4 (3:0, 2:2, 1:2) | Česko | Schluefweg, Curych Návštěvnost: 7833 |  |

| Zpráva |

## Konečné umístění
| Pořadí           | Tým       |
| ---------------- | --------- |
| Zlatá medaile    | Švédsko   |
| Stříbrná medaile | Česko     |
| Bronzová medaile | Finsko    |
| 4.               | Švýcarsko |
| 5.               | Norsko    |
| 6.               | Lotyšsko  |
| 7.               | Rusko     |
| 8.               | Německo   |
| 9.               | Dánsko    |
| 10.              | Rakousko  |

Tým Rakouska sestoupil do 1. divize, nahradil jej tým Itálie.

## All Star tým
Brankář:  Henri Toivoniemi

Obránci:  Jari-Pekka Lehtonen,  Jakob Olofsson

Útočníci:  Mika Kohonen,  Matthias Hofbauer,  Niklas Jihde